# Società Kaiser Wilhelm

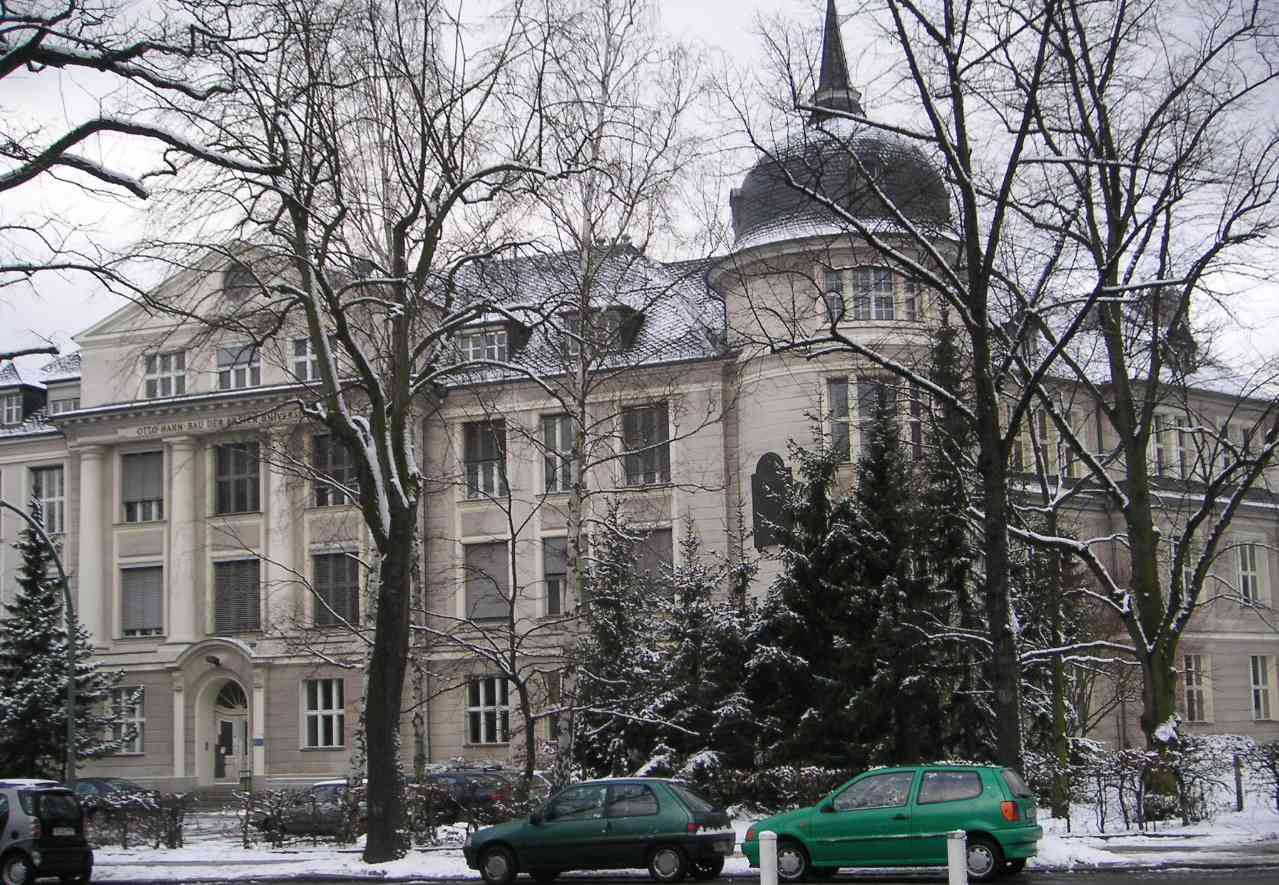
Istituto Kaiser Wilhelm per la Chimica

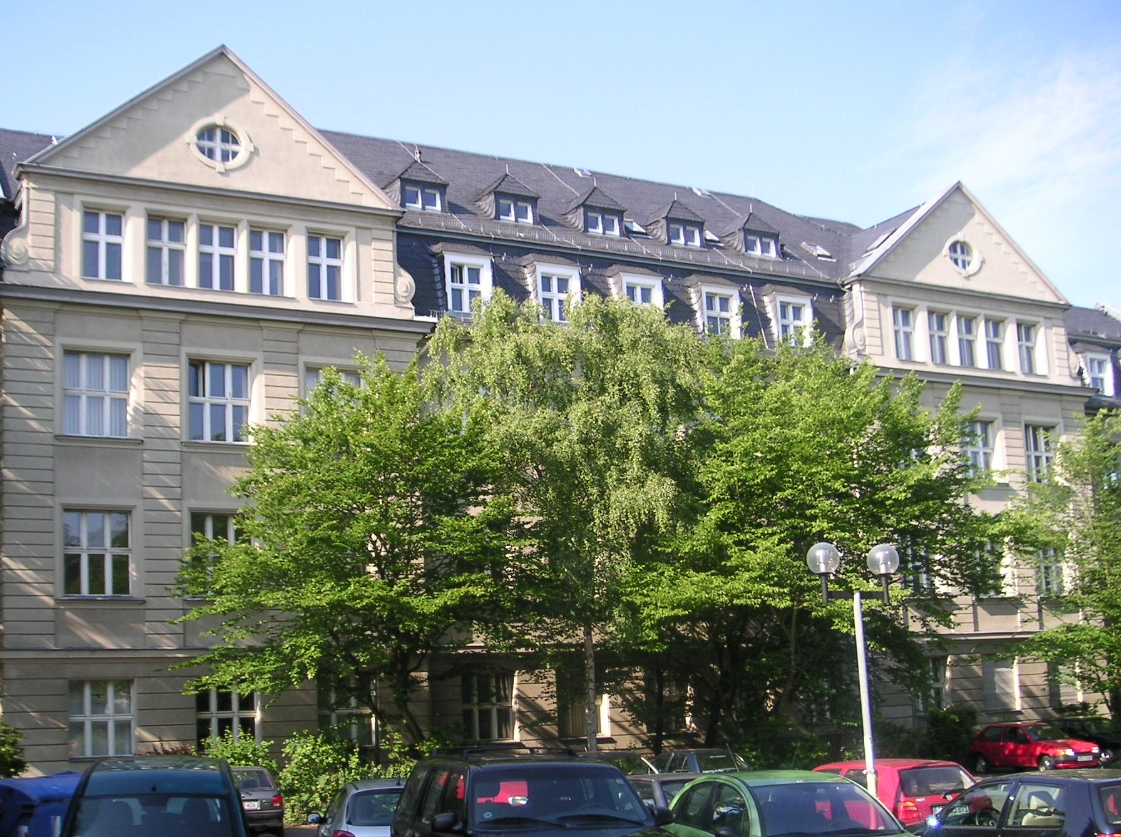
Istituto Kaiser Wilhelm per la Biologia

La Società Kaiser Wilhelm per l'Avanzamento delle Scienze (in tedesco Kaiser-Wilhelm-Gesellschaft zur Förderung der Wissenschaften, l'acronimo KWG) era un'organizzazione scientifica fondata a Berlino nel 1911, con Adolf von Harnack come uno dei maggiori sostenitori, allo scopo di promuovere l'avanzamento scientifico e rendere indipendente la ricerca scientifica dallo stato. La Società era articolata nel suo insieme in diversi istituti ubicati in città differenti, anche estere, ciascuno con una attinenza ad un ben preciso campo di ricerca (ad esempio nell'ambito della chimica, fisica, medicina, etc.). Tra coloro che furono i direttori di questi istituti si annoverano luminari quali Walther Bothe, Peter Debye, Albert Einstein, Fritz Haber, Otto Hahn e Werner Heisenberg, inoltre in un clima antisemita, insegnò fisica Lise Meitner. Sotto il profilo economico l'Istituto si avvaleva di fondi elargiti da singoli cittadini, associazioni, industrie e dal governo.
Nel 1948 Otto Hahn fondò a Gottinga la Società Max Planck, che succedette alla Società Kaiser Wilhelm continuando le attività portate avanti dai vari istituti specialistici e curando tutti gli aspetti amministrativi.

## Presidenti
- Adolf von Harnack (1911-1930)
- Max Planck (1930-1937)
- Carl Bosch (1937-1940)
- Albert Vögler (1941-1945)
- Max Planck (16 maggio 1945 - 31 marzo 1946)
- Otto Hahn (1º aprile 1946 - 10 settembre 1946)